# ۴۳۴ (پیش از میلاد)
۴۳۴ (پیش از میلاد) ۴۳۴مین سال قبل از تقویم میلادی است.